# Comitè Olímpic i Paralímpic dels Estats Units

El Comitè Olímpic i Paralímpic dels Estats Units (per les seves sigles en anglès USOPC), anteriorment Comitè Olímpic Nord-americà (USOC), és una organització sense finalitats de lucre que opera com a Comitè Olímpic Nacional (NOC per les seves sigles en anglès) per als Estats Units i coordina la relació entre l'Agència Nord-americana Antidrogues i l'Agència Mundial Antidrogues i diverses organitzacions esportives internacionals. Com a organització sense finalitats de lucre competeix amb altres organitzacions privades caritatives per a contribucions privades. Té la seu a Colorado Springs.
L'USOC va esdevenir el Comitè Paralímpic nacional dels EE.UU. el 2001. Avui dia, és un dels quatre Comitès Olímpics nacionals que també serveix com a Comitè Paralímpic del seu país. El 20 de juny de 2019, l'USOC va canviar el seu nom al Comitè Olímpic i Paralímpic Nord-americà (en anglès: United States Olympic & Paralympic Committee), convertint-se en el primer NOC al món a incloure la paraula "Paralímpic" en el seu nom.

## Missió
Com a Competeix Olímpic Nacional, el comitè dona suport als atletes estatunidencs en els esports generals i els atletes olímpics i selecciona els atletes que participaran en els Jocs Olímpics d'Estiu, els Jocs Olímpics d'Hivern i els Jocs Panamericans. El comitè proveeix centres de gimnàstica, fons, i suport per als atletes.
L'USOPC també funciona com a representant dels Estats Units en totes les categories olímpiques, incloent l'avaluació de ciutats que poden ser nominades per celebrar els Jocs Olímpics.